# The Kim Sisters
The Kim Sisters (hangul: 김시스터즈) foi um grupo feminino sul-coreano formado pelas irmãs Kim Sook-ja (Sue) e Kim Ai-ja (Aija) com a prima Lee Min-ja (Mia, conhecida profissionalmente como Kim Mia). O grupo tornou-se conhecido por ser o primeiro grupo musical sul-coreano a alcançar sucesso no mercado dos Estados Unidos.

## História

### 1950–1958: Formação e apresentações em campos militares
As irmãs Sook-ja e Ai-ja são filhas de Kim Hae-song, um maestro popular, e de Lee Nan-young, uma das cantoras mais famosas da Coreia antes de eclodir a Guerra da Coreia, tendo sido mais conhecida pela canção "Tears of Mokpo". Enquanto Min-ja, é filha de Lee Bong-ryong, um músico e irmão mais velho de Lee Nan-young.
Em junho de 1950 iniciou-se a Guerra da Coreia, durante este período, a Coreia do Norte capturou da casa da família e depois executou Kim Hae-song, o pai de Sook-ja e Ai-ja. Após o sequestro do marido, Lee começou a se apresentar para as tropas estadunidenses em campos militares. Os soldados lhe ofereciam bebidas alcoólicas, que a família trocava por arroz no mercado negro. Devido as dificuldades financeiras, Lee adotou Min-ja e fez com que suas filhas formassem um grupo de canto para sustentar a família. Lee comprou discos estadunidenses no mercado ilegal para que as meninas pudessem aprender canções como "Ole Buttermilk Sky" de Hoagy Carmichael, que elas passaram a tocar em bares e boates para os soldados estadunidenses, que residiam na Coreia do Sul durante a Guerra da Coreia.
De 1953 a 1958, elas aprenderam canções e se apresentaram em vários campos militares dos Estados Unidos na Coreia do Sul. Apesar de seu inglês limitado, as membros tocavam diversos instrumentos musicais. Sua popularidade entre as tropas estadunidenses, fez com que se espalhassem notícias sobre o grupo, dessa forma, o produtor de entretenimento Tom Ball voou para a Coreia do Sul em 1958 para ouvir o grupo se apresentar, e The Kim Sisters assinou um contrato com Ball logo depois. Apesar disso, o grupo levou quase um ano para conseguir vistos para ingressar nos Estados Unidos.

### 1959–década de 1980: Popularidade nos Estados Unidos e dissolução
Em 1959, The Kim Sisters chegou a Las Vegas, Estados Unidos, para se apresentar na "China Doll Revue" de Ball no Thunderbird Hotel. Após cumprir seu contrato de residência no Thunderbird, o grupo começou a se apresentar no Stardust Hotel. Nesta época, o grupo foi convidado para cantar pela primeira vez no The Ed Sullivan Show da CBS, programa em que se apresentou por mais 21 vezes. O trio frequentemente se apresentava vestindo cheongsam coreano e cantando canções populares estadunidenses.
Em 1962, seu cover da canção "Charlie Brown" do The Coasters, alcançou a sétima colocação na tabela musical estadunidense Billboard Hot 100, tornando The Kim Sisters, o primeiros artista coreano comercialmente bem-sucedido nos Estados Unidos. Em 14 de outubro de 1962, o grupo realizou uma aparição no sitcom de Dean Jones , Ensign O'Toole da NBC. 
A popularidade do trio fez com que lançassem diversos singles e álbuns ao longo da década de sessenta, incluindo apresentações no Canadá e Europa, além dos Estados unidos e Coreia do Sul. Cada integrante casou-se durante o período, o que fez gerar conflitos de interesse interno. Dessa forma, Min-ja saiu do grupo no início da década de 1970 e o grupo permaneceu ativo por mais um período de tempo. Em 1987, Ai-ja faleceu de câncer de pulmão.

## Integrantes
- Kim Min-ja (Mia) (hangul: 김민자), nascida como Lee Min-ja em 1939 (86 anos) em Seul, Coreia do Sul.
- Kim Ai-ja (Aija) (hangul: 김애자), nascida em 1940
- Kim Sook-ja (Sue) (hangul: 김숙자), nascida em 1941 (84 anos)[9] em Seul, Coreia do Sul.

## Discografia

### Álbuns de estúdio
| Ano  | Título                                                                                        |
| ---- | --------------------------------------------------------------------------------------------- |
| 1959 | Their First Album - Região: Estados Unidos - Gravadora: Monument Records - Formato: LP        |
| 1969 | 푸레젠트 - Região: Coreia do sul - Gravadora: L.K.L. Records - Formato: LP                    |
| 1970 | 어머니를 추모한 김시스터즈 가요집 - Região: Coreia do sul - Gravadora: Shin Jin - Formato: LP |
| 1975 | This Is My Life - Região: Coreia do sul - Gravadora: Oasis Records - Formato: LP              |

### Singleálbuns estadunidenses
| Ano  | Título |
| ---- | --- |
| 1959 | A: "Harbor Lights" B: "Ching Chang" - Gravadora: Epic Records - Formato: Compacto simples                                  |
| 1961 | A: "A Diamond Is Forever" B: "Now Is the Hour" - Gravadora: Mercury Records - Formato: compacto simples                    |
| 1963 | A: "Love Star" B: "You Can't Have Everything (They Say)" - Gravadora: Monument Records - Formato: compacto simples         |
| 1963 | A: "Blueberry Pie" B: "We're Going Back Together" - Gravadora: Monument Records - Formato: compacto simples                |
| 1964 | A: "Mister Magic Moon" B: "Roses in the Snow" - Gravadora: Monument Records - Formato: compacto simples                    |
| 1964 | A: "Charlie Brown" B: "Korean Spring Song" - Gravadora: Monument Records - Formato: compacto simples                       |
| 1965 | A: "Bittersweet" B: "Tic-A-Tic-A-Toc-Toc" - Gravadora: Monument Records - Formato: compacto simples                        |
| 1966 | A: "No Sad Songs for Me" B: "Just Like Taking Candy from a Baby" - Gravadora: Monument Records - Formato: compacto simples |